# クロード・ゲイ

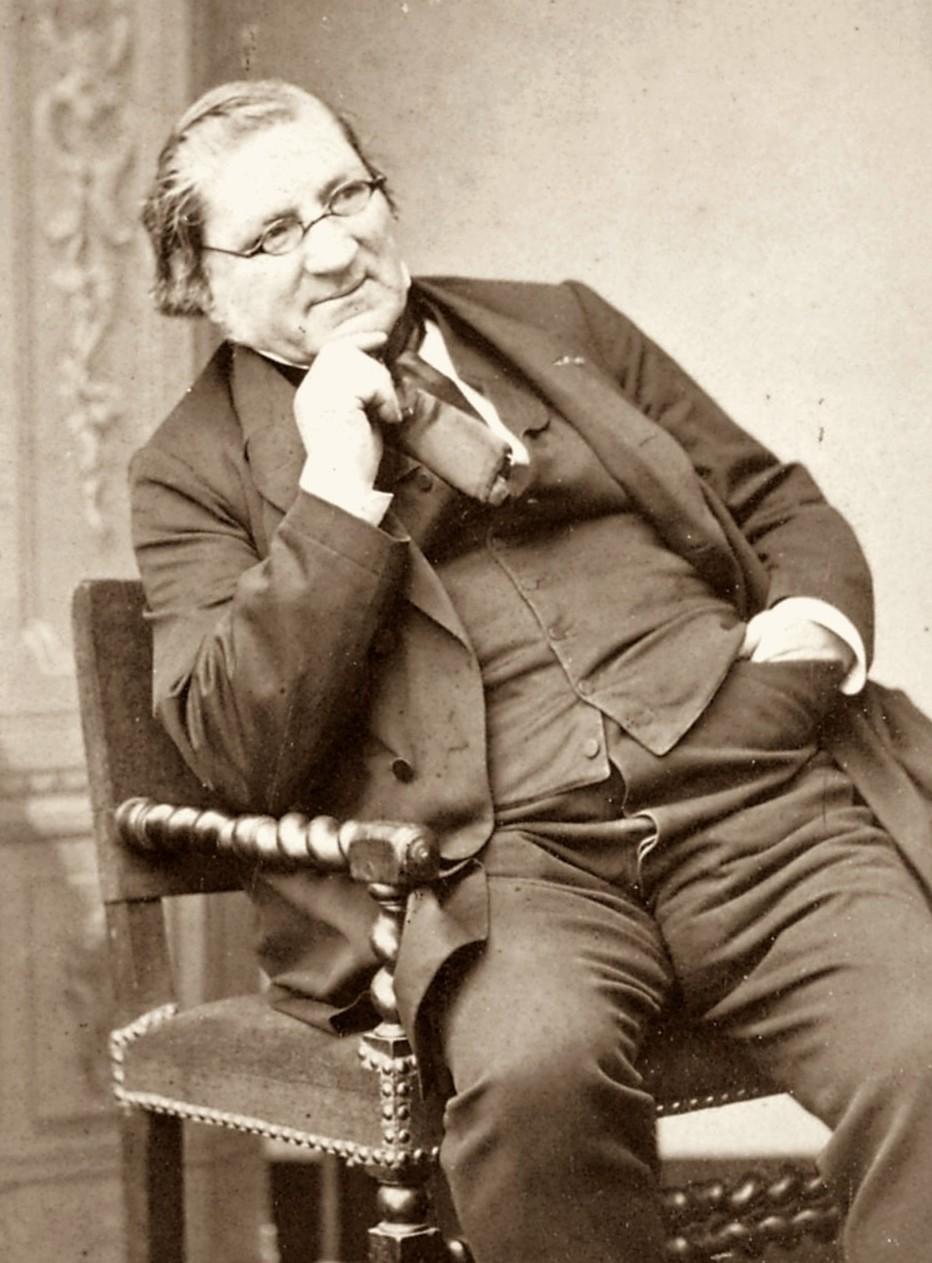
クロード・ゲイ

クロード・ゲイ（Claude Gay、スペイン語の文献での表記はClaudio Gay Mouret 、1800年3月18日 - 1873年11月29日）はフランスの植物学者である。主にチリで働いた。南米の民俗学的に価値のある絵画を残したことでも知られる。
ヴァール県のドラギニャンの農家に生まれた。パリにでて医学と薬学を学び、サンデニ病院で薬剤師になるが、博物学に転じギリシャや小アジアで採集旅行を行った。1828年にチリのサンチャゴで教師の職を得てチリに渡り、1930年にチリの政府の科学調査の仕事を担うことになった。1831年からチリ国立自然史博物館の職員となった。1832年にパリに戻り、研究に必要な装備を調達した。1834年にチリに戻り、4年間にわたりチリ各地を調査した。1939年に、"Historia fisica y politica de Chile"を執筆した。1841年にチリの国籍が与えられた。チリ国立自然史博物館の年報など、著作はチリ政府から出版された。1856年にフランスに帰国し、科学アカデミーの会員に選ばれた。1956年からロシア領域を調査し、1858年にアメリカ合衆国の鉱山技術の調査に派遣された。1863年にチリを最後の訪れた。
チリの植物学会の会誌の名、Gayanaはゲイを記念して名付けられた.。

## ゲイの絵画
- 患者を治療するマチ（呪術師）
- 独立記念日
- マプチェ族

## 著作
- Noticias sobre las islas de Juan Fernandez (ドイツ語), Valparaiso, 1840
- Fragment d'un voyage dans le Chili et au Cusco, patrie des anciens incas (ドイツ語), Paris, 1843 (Digitalisat)
- Historia física y política de Chile (ドイツ語), Paris, 1844–1871
- Origine de la Pomme de terre (ドイツ語), Paris, 1851
- Atlas de la historia física y política de Chile (ドイツ語), Paris, 1854
- Triple variation de l'aiguille d'amiante dans les parties Ouest de l'Amerique (ドイツ語), Paris, 1854
- Carte generale du Chili (ドイツ語), Paris, 1855
- Considerations sur les Mines du Perou, compares aux mines du Chili (ドイツ語), Paris, 1855
- Notes sur le Brasil, Buenos Ayres, et Rio de Janeiro (ドイツ語), Paris, 1856
- Rapport a l'academie des sciences sur les mines des États-Unis (ドイツ語), Paris, 1861